# Andrew Hjulsager
Andrew Hjulsager (15. januar 1995) er en dansk fodboldspiller, der spiller for Vejle Boldklub.

## Karriere

### Brøndby IF
Den 25. oktober 2012 underskrev Hjulsager en to-årig forlængelse af sin kontrakt, der knyttede ham til klubben indtil sommeren 2015.
Hjulsager debuterede for Brøndby IF's superligahold (i trøje nummer 31) i en alder af 18 år, startende som højrefløj i et 4–3–3 system i sæsonens første kamp, en 1-1 uafgjort mod FC Vestsjælland den 21. juli 2013 Han kronede sin debut med et mål, der gjorde ham til den anden yngste målscorer i Brøndby IFs historie.
Den 22. august 2013 underskrev Hjulsager en ny fireårskontrakt indtil sommeren 2017. Han sluttede sæsonen 2013-14 med 23 optrædener og fire mål på trods af at han formelt tilhørte Brøndby IFs U/19-hold. Hans præstationer fik UEFA til at udnævne ham til den danske ligas "One to Watch" i den årlige danske sæsonoversigt på grund af hans imponerende evne til at læse spillet kombineret med hans overlegne teknik, utrolige tempo og stødende tankegang.
Hjulsager startede sæsonen med en plads blandt de startende elleve i en 9–0 hjemmesejr mod San Marino-holdet Juvenes / Dogana i UEFA Europa League-kvalifikationen.

### Celta Vigo
Den 31. januar 2017 på transfervinduets sidste dag skiftede Andrew Hjulsager til den spanske La Liga klub Real Club Celta de Vigo på en tre-og-et-halv-årig kontrakt for cirka 8 millioner kr.
Han debuterede for klubben den 19. februar da han kom ind som en sen erstatning for Théo Bongonda i en 3-0 hjemmesejr mod CA Osasuna.
Den 31. januar 2018 blev Hjulsager udlånt til Segunda División-klubben Granada CF indtil slutningen af sæsonen.
På trods af at have leveret stærke præstationer i løbet af La Liga-sæsonen 2018/19, ryktes det, at Hjulsager var forbundet med et skifte væk fra klubben, herunder interesse fra Leeds United, Bologna, Augsburg og den russiske klub CSKA Moskva.

### KV Oostende
Den 12. juli 2019 blev det bekræftet, at den belgiske klub KV Oostende havde købt Hjulsager fri fra sin kontrakt med Celta Vigo.
Celta Vigo forbeholder sig ret til en procentdel af ethvert fremtidigt salg af spilleren.

### Gent
Den 11. juni 2021 blev det bekræftet, at den belgiske klub Gent havde købt Hjulsager for cirka 30 millioner kr på en fire-årig aftale.